# پاستیزی
پاستیز (پاستیزی به صورت جمع) 
(به مالتی: pastizzi) یک نوع شیرینی سنتی معروف از کشور مالت است. معمولاً داخل پاستیزها را با پنیر ریکوتای ایتالیایی و نخود له شده پر می‌کنند. این نوع شیرینی را نباید با غذای ایتالیایی پاستیز (به لاتین: Pastizz). (U' pastizz 'rtunnar.) اشتباه گرفت. پاستیز همچنین توسط جامعه مالتی‌های مهاجر در کشورهایی مانند استرالیا، کانادا، انگلیس و کانادا نیز درست می‌شود. نخستین پاستیزی فروشی در اسکاتلند در سال ۲۰۰۷ باز شد.

## درست کردن
پاستیز را معمولاً به صورت الماس مانند یا دایره ای درست می‌کنند (شناخته شده به عنوان pastizzi tax-xema' در زبان مالتی) و همانند خمیر فیلوی یونانی درست می‌شود. با توجه به مخلفات خمیر به شکل‌های مختلفی پیچیده می‌شود.